# Ахмед аш-Шараа
Ахмед Хусейн аш-Шараа, також відомий як Ахмед аль-Шараа та Абу Мухаммад аль-Джулані (араб. أحمد حسين الشرع, нар. 29 жовтня 1982, Ер-Ріяд, Саудівська Аравія) — сирійський та іракський військовий діяч, військовий амір Хаят Тахрір аш-Шам. Засновник і з 2012 по 2016 роки лідер Фронту ан-Нусра, який Рада Безпеки ООН визнала терористичною організацією. З грудня 2024 року є де-факто лідером Сирії, а 29 січня 2025 року оголошеним Президентом Сирії на перехідний період.
Брав участь в Іракській війні на боці Ісламської держави Ірак (ІДІ), пізніше став одним із лідерів відділення Аль-Каїди в Сирії — організації Джебхат ан-Нусра. Після конфлікту в 2016 році заявив про відмежування від Аль-Каїди та перейменування організації в Джебхат Фатх аш-Шам, яка в 2017 році об'єдналася з кількома джихадистськими групами і була реорганізована в Хайят Тахрір аш-Шам.

## Біографія
Від народження носив ім'я Ахмад Хусейн аш-Шараа. Походить з села Аль-Рафід, що в провінції Ель-Кунейтра, на Голанських висотах. Батько — відомий на Близькому сході діяч нафтопромисловості, автор книжок про нафтовидобування та нафтопереробну промисловість. Мати — вчителька географії. Воював під час війни в Іраку (2003—2011). Був заарештований американцями та утримувався у таборі Букка. Вийшов на волю у 2008 році. Був одним із засновників організації «Ісламська держава Іраку». За наказом цієї організації був відправлений до Сирії, для організації дочірньої структури. У 2012 році сформував організацію Джабгат ан-Нусра, яка швидко поглинула цілу низку джихадистських груп та зайняла панівні позиції серед повстанців-салафітів.
Невдовзі, через конфлікт Ісламської держави Іраку та Леванту з Аль-Каїдою, аль-Джулані відмовився підпорядковуватися ІДІЛу та приносити присягу (баят) Абу Бакру аль-Багдаді. Він очолив самостійну організацію Джабгат ан-Нусра (філіал Аль-Каїди в Сирії), яка воювала одразу на кілька фронтів, зокрема і проти ІДІЛу.
У 2017 році аль-Джулані став військовим аміром нової організації Хаят Тахрір аш-Шам, яка виникла шляхом злиття низки джихадистських угрупувань.

### Після падіння режиму Асада

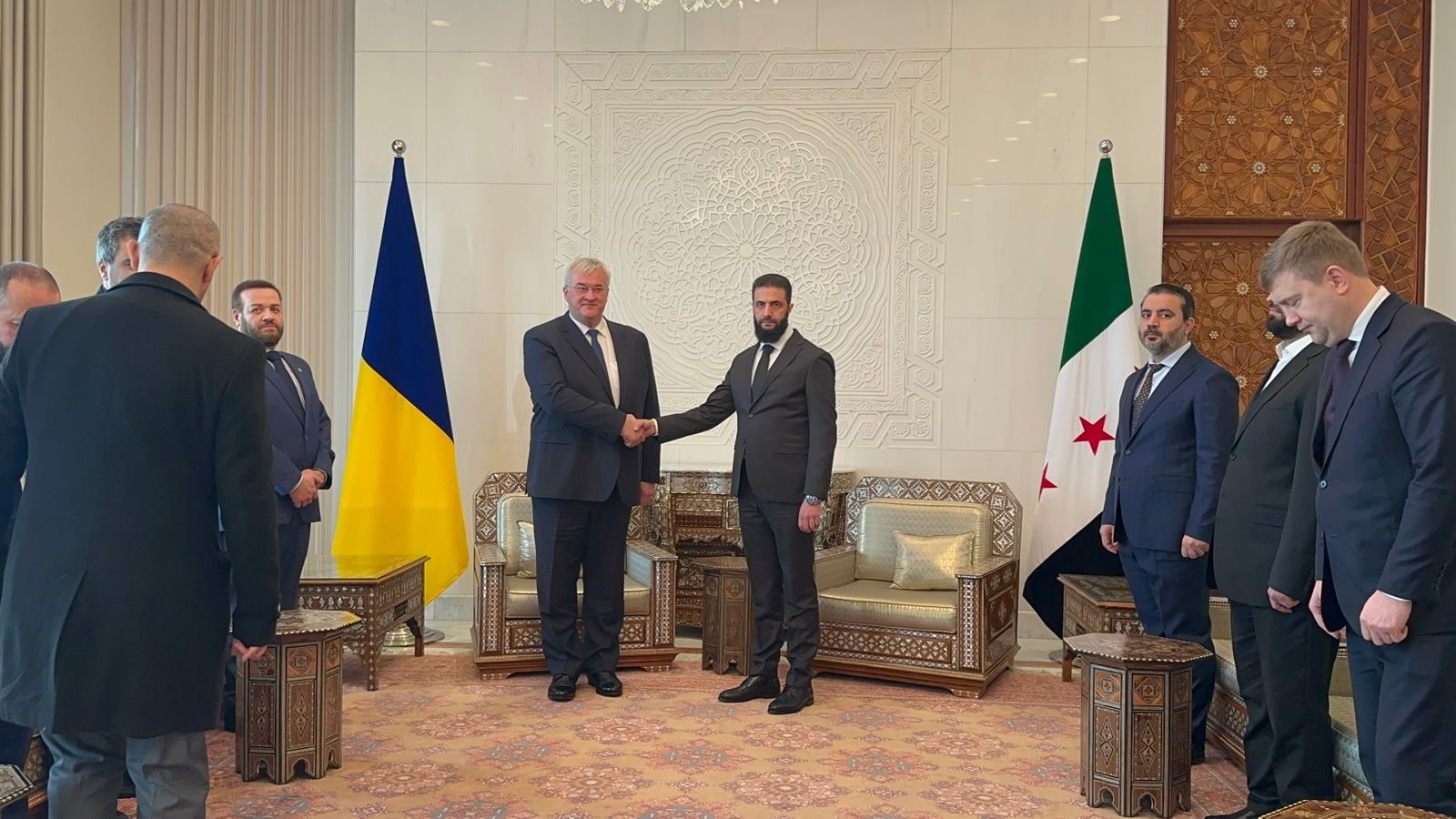
Зустріч української делегації на чолі з Андрієм Сибігою і Ахмеда аш-Шараа, що відбулася в Дамаску 30 грудня 2024 року, на якій обговорювалося відновлення двосторонніх відносин.

Наприкінці листопада 2024 року очолив масштабний наступ антиурядових сил, який закінчився перемогою і падінням режиму Башара Асада. Після повалення режиму Асада Ахмед аш-Шараа є фактичним лідером Сирії.
12 грудня Шараа зустрівся з турецькими чиновниками, прийнявши першу іноземну дипломатичну делегацію після повалення Асада. 20 грудня Шараа заявив групі журналістів, що ХТШ продовжить дотримуватися угоди про розподіл сил між Ізраїлем і Сирією 1974 року, яка поклала край війні Судного дня.
29 грудня в інтерв'ю телеканалу «Аль-Арабія» Шараа заявив, що, за його очікуваннями, процес написання нової Конституції Сирії займе два-три роки, а вибори повинні відбутися через чотири роки.
30 грудня 2024 року відбулася зустріч в Дамаску міністра закордонних справ України Андрія Сибіги з керівництвом сирійської адміністрації — її лідером Ахмедом аш-Шараа, Прем'єр-міністром Мохаммадом аль-Баширом і міністром закордонних справ Асадом Хасаном аш-Шейбані. В ході зустрічі Андрій Сибіга привітав сирійський народ із перемогою Революції, зазначивши, що це історичний момент для Сирії, який дає велику надію на відродження після багатьох років страждань.
29 січня 2025 року оголошений Президентом Сирії на перехідний період.
2 лютого 2025 року прибув до Саудівської Аравії на свій перший закордонний візит на посаді президента, де зустрівся зі спадковим принцом Мухаммедом ібн Салманом.

## Особисте життя
Про особисте життя аш-Шараа відомо небагато, і він намагається не ділитися ним зі ЗМІ. Напередодні наступу сирійської опозиції у 2024 році журнал Time в одному зі своїх репортажів повідомив, що на одній із зустрічей відомих збройних угруповань, де були присутні лідери «Ахрар аш-Шам», «Сукур аш-Шам», «Ліва аль-Іслам» та інших бригад, Ахмад аш-Шараа сидів у масці, відмовляючись розкривати свою особу, і був представлений присутнім емірами Фронту в Алеппо та Ідлібі. Варто зазначити, що Фронт загалом характеризується подібною секретністю і відмовляється знімати чи фотографувати будь-кого без попереднього дозволу еміра, а також відмовляється надавати будь-яку інформацію щодо імен лідерів, кількості бійців чи джерел фінансування. 29 січня 2025 року аш-Шараа представив свою дружину, Латіфу аш-Шараа, під час зустрічі з сирійсько-американською делегацією.